# Philip Wilson Steer

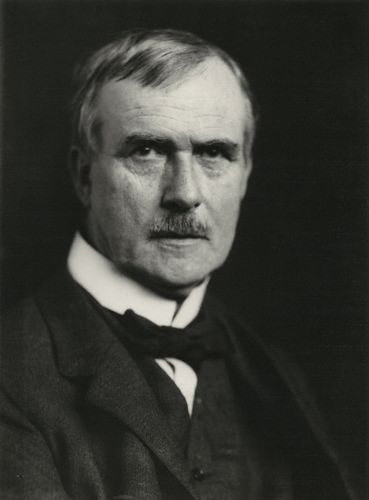
Philip Wilson Steer, door George Charles Beresford, 1922.

Philip Wilson Steer (Birkenhead, 28 december 1860 – Londen, 18 maart 1942) was een Engels kunstschilder. Hij wordt gerekend tot het impressionisme.

## Leven en werk
Steer was de zoon van een portret- en landschapsschilder en de jongste van drie kinderen. Van 1878 tot 1881 volgde hij studies aan de ‘Gloucester School of Art’ en de ‘Art Training School’ van de Royal College of Art te South Kensington. Van 1882 tot 1884 studeerde hij te Parijs, eerst aan de Académie Julian en later aan de École nationale supérieure des beaux-arts onder Alexandre Cabanel. In deze periode raakte hij sterk onder de indruk van het Frans impressionisme en het pointillisme. Hij bewonderde Claude Monet, maar ook James McNeill Whistler.

Portrait of Miss Ethel Warwick

Na zijn terugkeer naar Engeland begon Steer een studio aan de Manresa Road te Chelsea. De zomers bracht hij meestal schilderend door in Suffolk, aanvankelijk in een nog niet duidelijk gedefinieerde stijl. Tussen 1883 en 1885 exposeerde hij bij de Royal Academy of Arts. In 1886 was hij samen met Thomas Cooper Gotch, Frank Bramley, John Singer Sargent, George Clausen en Stanhope Forbes een van de oprichters van de op het impressionisme georiënteerde New English Art Club, waarvoor hij ook regelmatig zou exposeren. In 1887 verbleef hij bij de impressionistische kunstenaarskolonie te Étaples en vond daar definitief zijn eigen stijl, als te zien in Het strand bij Étaples (1887) en Jonge vrouw aan het strand (1888), dat hij tentoonstelde bij Les Vingt te Brussel.
Steer werd vooral bekend door zijn vage, mistige, melancholische landschappen, strand- en zeegezichten, zoals "Het strand bij Walberswick" en Rennende meisjes: Pier bij Walberswick (1894). Ook maakte hij naam met figuurstudies en portretten, met Portret van juffrouw Ethel Warwick als typerend voorbeeld. Samen met Walter Sickert groeide hij uit tot een leidende persoon binnen het Engels impressionisme.
Van 1893 tot 1930 was Steer ook docent aan de Slade School of Fine Art te Londen. Hij bleef daarbij als kunstenaar werken vanuit Chelsea, vanaf 1897 in een nieuwe studio aan de Cheyne Walk, waar hij woonde met zijn huishoudster Margaret Jones. Hij schilderde ook vaak in Yorkshire, Cotswolds en de oostkust van Engeland. Na de eeuwwisseling zou zijn stijl allengs wat klassieker worden, onder invloed van schilders als John Constable en William Turner, waarbij hij vaak koos voor het aquarel. Debet aan deze stijlwijziging lijkt ook het geringe succes van het impressionisme in Engeland te zijn geweest.
Tijdens de Eerste Wereldoorlog werd Steer benoemd tot officieel oorlogsschilder en maakte hij diverse schilderijen van de Royal Navy. In 1931 kreeg hij de Order of Merit. Na 1935 nam zijn gezichtsvermogen sterk af. Hij overleed in 1942, op 81-jarige leeftijd.
Werk van Steer is momenteel onder andere te zien in de Tate Gallery te Londen, de Walker Art Gallery te Liverpool, het Metropolitan Museum of Art te New York, het Uffizi te Florence en de National Gallery of Australia te Canberra.

## Galerij

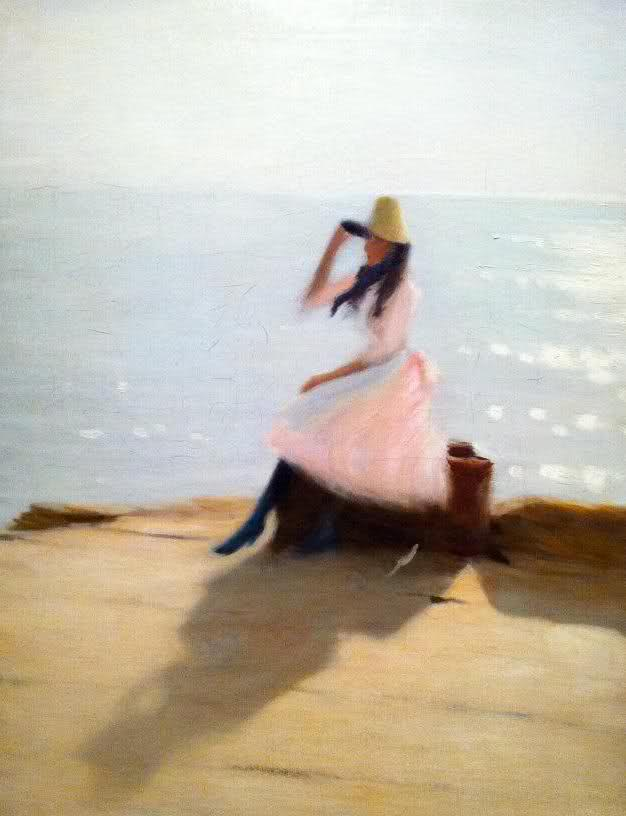
Young Woman on the Beach
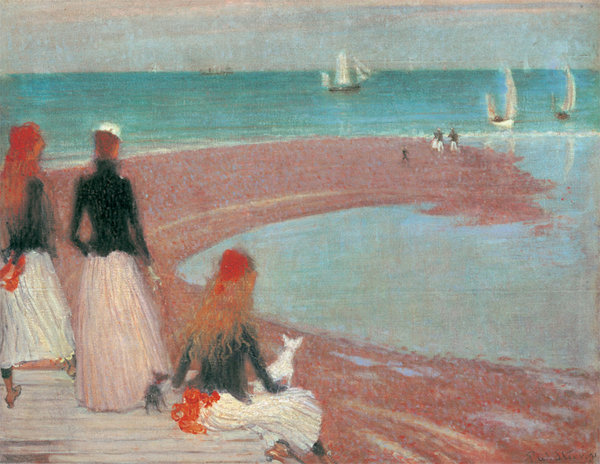
Beach at Walberswick
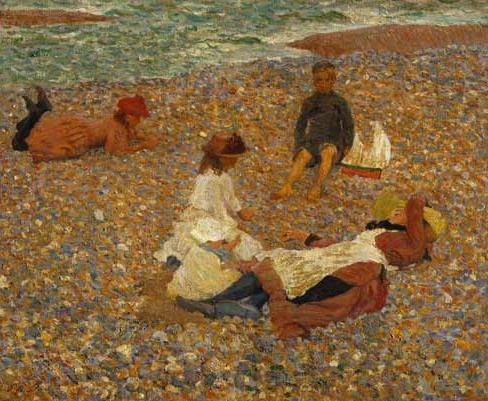
Knucklebones
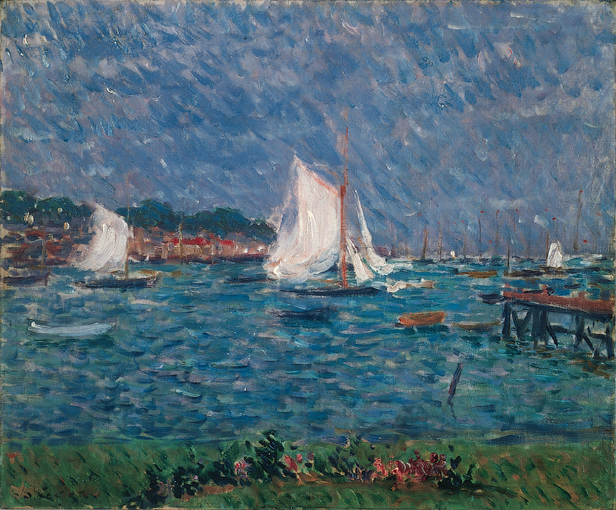
Summer at Cowes
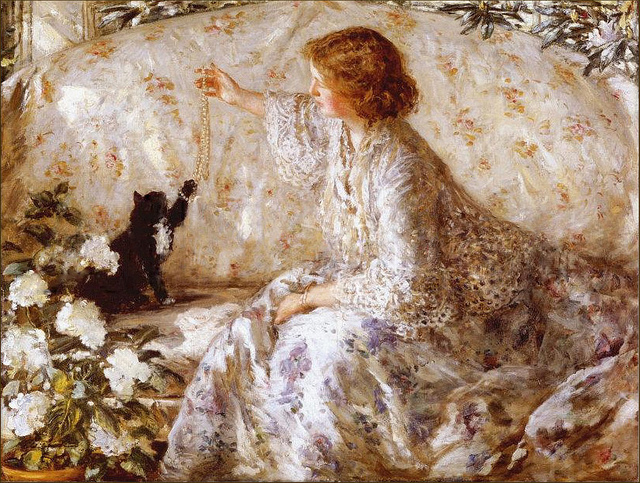
Hydrangeas (Ethel Warwick)
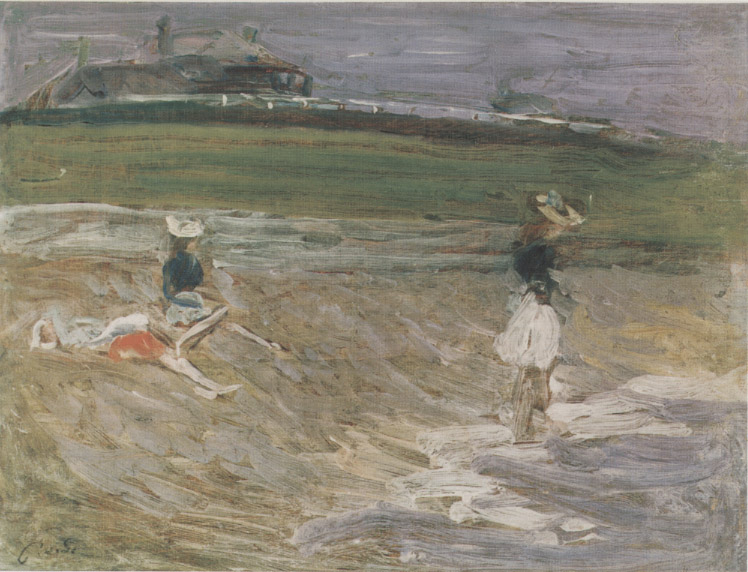
Children on the Beach, Southwold
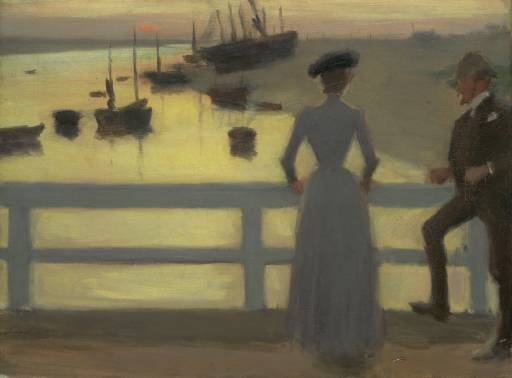
The Bridge
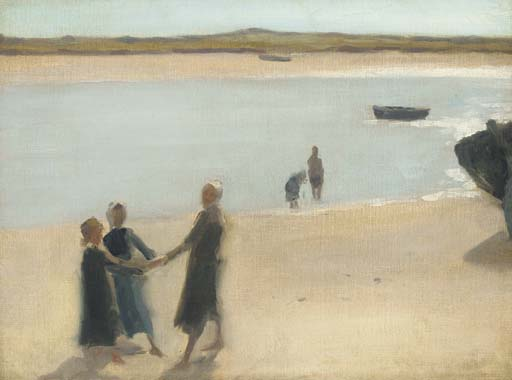
Fisher Children, Étaples
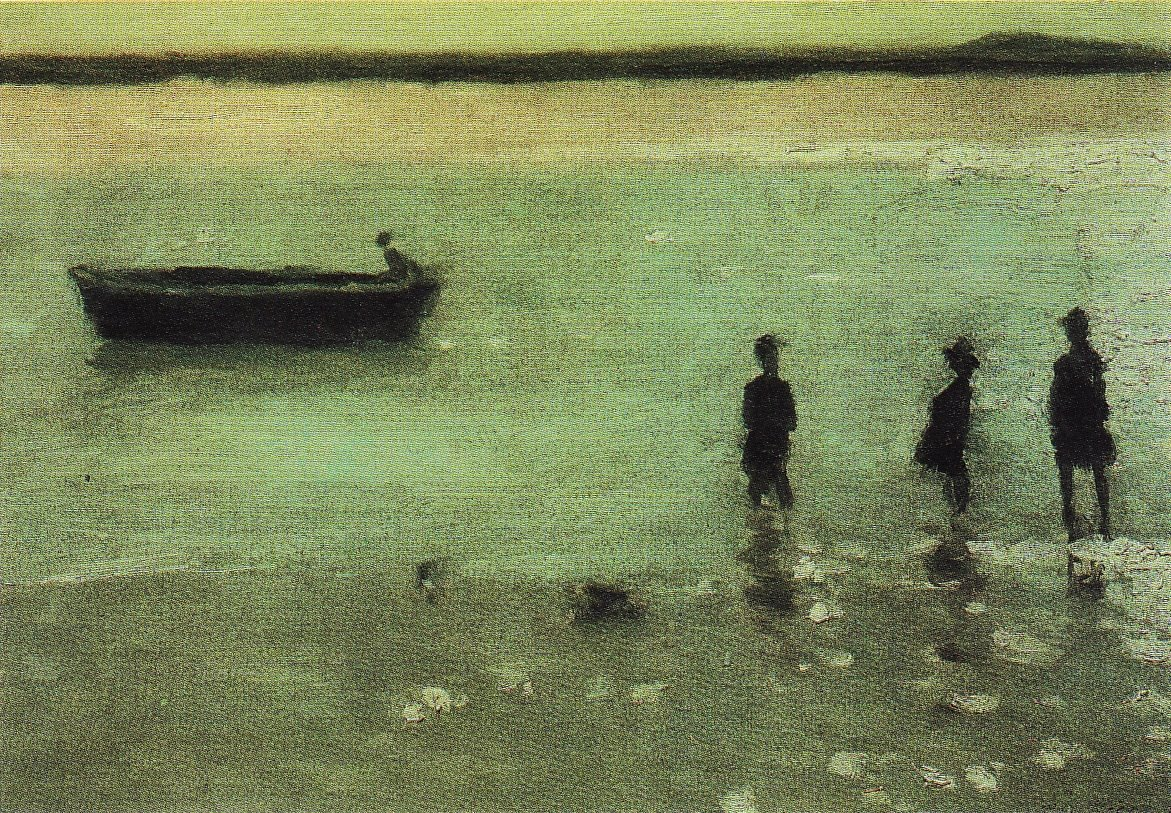
Beach at Étaples
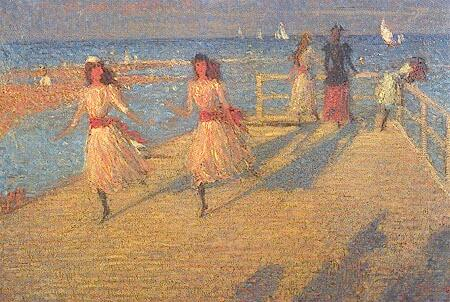
Girls Running; Walberswick Pier